# 연호역
연호역(Yeonho station, 蓮湖驛)은 대한민국 대구광역시 수성구 연호네거리에 있는 대구 도시철도 2호선의 전철역이다. 이 역부터 성서산업단지역까지 계속 섬식 승강장이며, 전국에서 섬식 승강장이 가장 많이 연속되는 구간이다.

## 특징
주변은 대부분 개발제한구역이고, 군사 시설(공군방공포병학교) 외에는 특별히 연계되는 시설이 없어서 1호선과 2호선의 모든 역들을 통틀어서 이용객이 가장 적다. 대구 도시철도 역들 중에서는 3호선 학정역 다음으로 이용객이 적다. 담티역 ~ 연호역 구간은 문양역 ~ 다사역 구간 다음으로 대구 도시철도의 역간 거리가 길다.(1.8km) 연호역이 있는 연호네거리 위로는 범안로 고가도로가 있으며, 대구 도시철도 1호선 율하역에서 끝난다. 출구는 시내 방향으로만 설치되어 있으며, 4번 출구 고모역 방면에 범안로 요금소가 보인다. 연호역에서 삼덕동, 이천동, 고모역, 팔현마을, 율하동이 시내버스로 연계된다. 거기에 연호역 - 율하역 직통 시내버스 노선이 신설된 후로는 연호역 하차 후 율하지구로 환승해서 가는 이용객들도 조금은 있다. 그러나 대공원역 바로 옆에 있는 대구 삼성 라이온즈 파크가 개장된 이후에 대공원역의 이용률이 폭증하여, 2호선 이용률 최하위 역을 면하지 못하고 있다. 다만 최근에 연호동 일대의 그린벨트가 일부 해제되고 연호공공주택지구 개발과 대구법조타운 연호동 이전이 예정되어있어, 연호공공주택지구가 개발되어 신도시가 들어선다면 이용률이 늘어날 여지가 있다.
문양역과 사월역을 제외하고, 2호선의 섬식 승강장이 설치된 구간의 시작이자 끝이다. 문양 방면으로는 이 역부터 성서산업단지역까지 계속 섬식 승강장이며, 영남대 방면으로는 사월역을 제외한 대공원역부터 영남대역까지 상대식 승강장이다.

## 역명의 유래
마을에 연못이 많이 있어 연지 혹은 연호라고 하였는데, 1914년 행정구역 개편 때 이를 모두 합쳐 연호라고 하였다.

## 역사
- 2005년 10월 18일 : 대구 도시철도 2호선 개통과 함께 영업 개시
- 2017년 5월 13일 : 스크린도어 설치

## 역 구조
1면 2선의 곡선 섬식 승강장이 있는 지하역이다. 스크린도어가 설치되어 있다. 출구는 시내 방향에만 설치되어 있고, 연호동과 가천동에 걸쳐 있다. 승강장이 지하 4층에 위치하고 있어 역 깊이가 깊은 편이다. 승강장 사이의 단차가 있다

### 승강장
| 담티(수성대·대륜) ↑ |
| 하 상 \|            |
| ↓ 수성알파시티      |

| 상행 | ● 대구 도시철도 2호선 | 반월당·용산·문양 방면 |
| 하행 | ● 대구 도시철도 2호선 | 신매·사월·영남대 방면 |

- 승강장에서 반대 방향 열차로 탑승할 수 있다.

## 역 정보
- 내리는 문의 위치 : 왼쪽
- 승강장 : 곡선 섬식 승강장

## 역 주변
| 나가는 곳 | 방면                                                                          |
| --------- | ----------------------------------------------------------------------------- |
| 1         | 연호동 달구벌대로                                                             |
| 2         | 이천동 달구벌대로 달성아파트                                                  |
| 3         | 연호동 범안로 연호네거리 연호화훼단지                                         |
| 4         | 연호동 연호네거리 범안로 오성아파트 연호화훼단지 고모동 가천동 수성시니어클럽 |

## 승차량 변동
군부대(방공포병학교)로 인해 개발제한구역으로 묶여있기 때문에 1호선과 2호선의 모든 역들을 통틀어서 가장 승객이 적은 역이다. 유일하게 이용객 수가 1,000명을 넘지 못하는 역이다.
| 노선  | 승차 인원 | 승차 인원 | 승차 인원 | 승차 인원 | 승차 인원 | 승차 인원 | 승차 인원 | 승차 인원 | 승차 인원 | 승차 인원 | 승차 인원 | 승차 인원 | 승차 인원 | 주석 |
| 노선  | 2005년    | 2006년    | 2007년    | 2008년    | 2009년    | 2010년    | 2011년    | 2012년    | 2013년    | 2014년    | 2015년    | 2016년    | 2017년    | 주석 |
| ----- | --------- | --------- | --------- | --------- | --------- | --------- | --------- | --------- | --------- | --------- | --------- | --------- | --------- | ---- |
| 2호선 | 422       | 482       | 503       | 562       | 564       | 550       | 597       | 673       | 769       | 821       | 785       | 775       |           |      |

## 인접한 역
| 대구 도시철도 2호선 | 대구 도시철도 2호선   | 대구 도시철도 2호선          |
| ------------------- | --------------------- | ---------------------------- |
| 236 담티 문양 방면  | ● 대구 도시철도 2호선 | 238 수성알파시티 영남대 방면 |